# Alexander Lernet-Holenia
Œuvres principales
Le Baron Bagge
Alexander Lernet-Holenia, né Alexander Marie Norbert Lernet, né le 21 octobre 1897 à Vienne et mort le 3 juillet 1976  à Vienne, est un écrivain autrichien. D'origine aristocratique, il est l'auteur d'une œuvre abondante comportant des recueils de poésie, des pièces de théâtre, des romans et des récits autobiographiques. Il a aussi travaillé comme scénariste pour le cinéma. Il a notamment été l'ami de son compatriote Ödön von Horváth. Fort réputé dans les pays de langue allemande, il est surtout connu en France comme l'auteur du Baron Bagge (1936).

## Biographie
Lernet-Holenia est né à Vienne en 1897. Sa mère, baronne Boyneburgk-Stettfeld, née Holenia, avait épousé en second mariage le lieutenant de marine Alexander Lernet. Le couple, séparé peu avant la naissance d'Alexander, se reforme peu après sa naissance, ce qui donne lieu à la rumeur selon laquelle le père de l'enfant serait un archiduc de Habsbourg. Cette paternité incertaine préoccupera l'écrivain jusqu'à la fin de sa vie. Il passe son examen à Waidhofen an der Ybbs en 1915 et commence des études de droit à l'université de Vienne. En septembre de la même année, il se déclare volontaire pour partir au front. Il passe les années 1916 à 1918 en tant que soldat, et écrit des poèmes. Il envoie l'un d'eux (Himmelfahrt Henochs) à Rainer Maria Rilke en 1917.
En 1920, il est adopté par la famille de sa mère résidant en Carinthie ; il prend alors le double nom de « Lernet-Holenia ». Il publie son premier recueil de poèmes en 1921 à la WILA (Wiener Literarischen Gesellschaft), Pastorale. Étant à l'origine de confession évangélique, il se convertit en 1923 à l'Église catholique romaine. Sa première tragédie, Demetrius, est publiée en 1925, suivie un an plus tard des comédies Ollapotrida et Österreichische Komödie ; cette dernière pièce reçoit en 1926 le prix Kleist. L'année suivante, on lui décerne le Prix Goethe de la ville de Brème. En 1928, il rédige la pièce Gelegenheit macht Liebe en collaboration avec Stefan Zweig, sous le pseudonyme Clemens Neydisser. Les années 1930 voient la publication de nombreuses et diverses œuvres de Lernet-Holenia, des pièces de théâtre, des récits et romans, dont trois sont adaptés au cinéma (Die Abenteuer eines jungen Herrn in Polen en 1931, Die Standarte en 1934  et Ich war Jack Mortimer en 1935). À cette époque, Lernet-Holenia noue des relations entre autres avec Carl Zuckmayer et Ödön von Horváth. Il est également, à partir de 1928, ami de Leo Perutz, dont il partage la prédilection pour le genre fantastique et qu’il considère comme un maître dans ce domaine.
En 1939, alors qu'il rentre d'un voyage en Amérique, il est envoyé en service militaire ; la Deuxième Guerre mondiale éclate peu après. Il est blessé deux jours après le début de la campagne de Pologne ; il est ensuite transféré à Berlin, où il est nommé directeur artistique pour la réalisation de films de guerre. À Kitzbühel, il rencontre Eva Vollbach, sa future femme. Il est à l'origine du scénario du film de Zarah Leander, Die grosse Liebe, dont la production commence en 1941, et qui est l'un des plus gros succès commerciaux de l'ère nationale-socialiste.
Son œuvre la plus célèbre, Die blaue Stunde, est publiée en 1941 dans le magazine Die Dame. Ce roman décrit la campagne de Pologne. L'édition imprimée, portant le titre Mars im Widder, est interdite par la censure nazie avant sa parution et stockée dans une dépôt près de Leipzig qui sera détruit par les attaques aériennes de 1943 et 1944. Jusqu'en 1944, Lernet-Holenia vit à Berlin, où il est en contact avec Gottfried Benn et Alfred Kubin. Paraît alors son roman Beide Sizilien.
Après la guerre, il épouse Eva Vollbach et part vivre à St. Wolfgang, où le couple reste jusqu'en 1951, date à laquelle il part vivre à Vienne.
Lernet-Holenia reste productif jusqu'à sa mort et reçoit de nombreux honneurs. Il affiche son opposition à l'attribution du prix Nobel de littérature à Heinrich Böll en 1972. Il meurt d'un cancer du poumon en 1976.